# Love Letters
Love Letters (bra: Um Amor em Cada Vida; prt: Cartas de Amor) é um filme noir estadunidense de 1945, dos gêneros drama romântico e mistério, dirigido por William Dieterle, e estrelado por Jennifer Jones e Joseph Cotten. O roteiro de Ayn Rand foi baseado no romance "The Love Letters" (1944), de Christopher Massie.
A trama retrata a história de um homem que se apaixona por uma mulher amnésica com dupla personalidade, a qual é acusada de ter causado a morte de seu amigo soldado. Este foi o segundo dos quatro filmes que Jones e Cotten co-estrelaram juntos.

## Sinopse
Durante a Segunda Guerra Mundial, o soldado Alan Quinton (Joseph Cotten), lutando na Itália, escreve cartas de amor para a jovem Victoria Remington (Jennifer Jones) em nome de seu colega Roger Morland (Robert Sully), que afirma não possuir "quaisquer padrões, maneiras ou gostos". Ao retornar para casa, Alan descobre que Roger e Victoria se casaram, mas Roger foi morto, apunhalado pelas costas. O assassinato pode ter sido cometido por Victoria, que sofre de amnésia e transtorno dissociativo de identidade, atendendo pelo nome de Singleton, ou por sua madrasta Beatrice (Gladys Cooper), internada em um asilo devido a paralisia por um derrame cerebral. Enquanto Victoria tenta recuperar suas lembranças, Alan, agora apaixonado por ela, busca desvendar a verdade.

## Elenco
- Jennifer Jones como Victoria Remington / Victoria Morland / Singleton
- Joseph Cotten como Alan Quinton
- Ann Richards como Dilly Carson
- Cecil Kellaway como Mack
- Gladys Cooper como Beatrice Remington
- Anita Louise como Helen Wentworth
- Robert Sully como Roger Morland
- Reginald Denny como Phillips, advogado de defesa
- Ernest Cossart como Bispo
- Byron Barr como Derek Quinton

## Produção
O roteiro de Ayn Rand baseado no livro de Christopher Massie transformou a história em uma adaptação da famosa peça "Cyrano de Bergerac" (1897), de Edmond Rostand. Rand admirava a obra desde que a leu em seu estado francês original durante sua juventude. Assim como na peça de Rostand, a heroína se apaixona por um soldado, acreditando que ele é o autor de certas cartas de amor que foram escritas por outro soldado, incluindo uma comovente mensagem enviada da frente de batalha. Na versão de Rand, foi acrescentada uma dimensão de mistério psicológico, com a heroína descobrindo a verdadeira identidade do autor a tempo de poder vivenciar um "final feliz".
A dupla central foi emprestada para a Paramount por David O. Selznick, que constantemente enviava bilhetes à produção com instruções sobre os detalhes de tudo que se referisse à Jennifer, sua protegida e futura esposa.

## Recepção
Embora as críticas tenham sido em sua maioria negativas, "Love Letters" teve sucesso nas bilheterias. Bosley Crowther, em sua crítica para o The New York Times, repreendeu o filme como "tolice sentimental", chamando o desempenho de Jones de "estúpido", a escrita de Rand de "uma confusão suja" e a direção de Dieterle de "piegas e pretensiosa".
Segundo o crítico e historiador de cinema Ken Wlaschin, este é um dos dez melhores filmes de Jennifer Jones e Joseph Cotten.

## Trilha sonora
A trilha sonora de Victor Young apresentou a melodia da famosa música "Love Letters", escrita por Edward Heyman e cantada por Dick Haymes. A canção foi gravada por inúmeros artistas desde 1945, incluindo Ketty Lester, Alison Moyet, Rosemary Clooney, Nat King Cole, Elvis Presley, Elton John, Del Shannon, e Sinéad O'Connor, entre outros. A melodia da música foi reutilizada em outros filmes, incluindo "Veludo Azul" (1986), dirigido por David Lynch.

## Prêmios e homenagens
| Ano  | Cerimônia | Categoria                                                          | Indicado                                                  | Resultado | Ref.          |
| ---- | --------- | ------------------------------------------------------------------ | --------------------------------------------------------- | --------- | ------------- |
| 1946 | Oscar     | Melhor atriz                                                       | Jennifer Jones                                            | Indicada  | [ 11 ] [ 12 ] |
| 1946 | Oscar     | Melhor direção de arte e decoração de interiores em preto e branco | Hans Dreier, Roland Anderson, Samuel M. Comer & Ray Moyer | Indicado  | [ 11 ] [ 12 ] |
| 1946 | Oscar     | Melhor trilha sonora                                               | Victor Young                                              | Indicado  | [ 11 ] [ 12 ] |
| 1946 | Oscar     | Melhor canção original                                             | "Love Letters" (Victor Young & Edward Heyman)             | Indicado  | [ 11 ] [ 12 ] |

O filme foi reconhecido pelo Instituto Americano de Cinema na seguinte lista:
- 2002: 100 Anos...100 Paixões – Indicado[13]